# چنابی
چنابی (فارسی: چنابی) به مردمی اطلاق می‌شود که بومی منطقه دره چناب در جامو و کشمیر، هند هستند. دره چناب شامل شهرستان‌های دوده، کشتوار و رامبن می‌شود. این منطقه به نام رودخانه چناب نامگذاری شده است که از آن عبور می‌کند و به خاطر مناظر کوهستانی زیبا و تنوع فرهنگی شناخته شده است.

## جمعیت
جمعیت دره چناب از گروه‌های قومی مختلفی تشکیل شده است که به زبان‌ها و گویش‌های مختلفی سخن می‌گویند، از جمله بدراوهی، کشٹواری، سرازی، پوگولی، اردو، کشمیری، و گوجری. بیشتر مردم چنابی مسلمان هستند، در حالی که اقلیت قابل توجهی از مردم به هندویسم پایبندند.

## جغرافیا
دره چناب در دامنه‌های هیمالیا واقع شده است و دارای وادی‌های عمیق، جنگل‌های انبوه و رودخانه چناب است که به عنوان رگ حیاتی منطقه شناخته می‌شود. این منطقه به خاطر زمین‌شناسی و اقلیم خاص خود تأثیر زیادی بر سبک زندگی و فرهنگ مردم آن گذاشته است.

## فرهنگ
فرهنگ چنابی ترکیبی از سنت‌های اسلامی و هندو است که با وجود چالش‌های تاریخی، به‌طور هماهنگ در کنار یکدیگر قرار دارند. موسیقی سنتی، رقص‌های محلی و داستان‌های فولکلور به‌طور خاص هویت فرهنگی این منطقه را بازتاب می‌دهد.

## زبان
چنابی‌ها چندزبانه هستند و گویش‌های مختلفی از جمله زبان بدراوهی، زبان کشتواری، زبان سرازی، و زبان پوگولی را به کار می‌برند. اردو به عنوان زبان رابط در این منطقه عمل می‌کند و ارتباط میان گروه‌های زبانی مختلف را تسهیل می‌کند.

## مذهب
مذهب نقش مهمی در زندگی مردم چنابی ایفا می‌کند. اکثریت جمعیت این منطقه پیرو اسلام و از مذهب سنی هستند، در حالی که بخش قابل توجهی از مردم پیرو هندویسم هستند.